# 6月12日 (旧暦)
旧暦6月12日は旧暦6月の12日目である。六曜は大安である。

## できごと
- 大化元年（ユリウス暦645年7月10日） - 蘇我入鹿ら暗殺される。大化の改新が始まる。
- 嘉永6年（グレゴリオ暦1853年7月17日） - ペリーが国書に対する回答の翌年までの延期を認め浦賀沖を退去。琉球へ向かう
- 慶応3年（グレゴリオ暦1867年7月13日） - 坂本龍馬が長崎から兵庫へ向かう藩船の中で船中八策を著す

## 誕生日
- 天保6年（グレゴリオ暦1835年7月7日） - 橋本麗子、橋本実麗の長女（+ 1889年）

## 忌日
- 大化元年（ユリウス暦645年7月10日） - 蘇我入鹿、蘇我蝦夷の子（生年不詳）
- 正和元年（ユリウス暦1312年7月16日） - 北条宗宣、鎌倉幕府11代執権（* 1259年）
- 慶長2年（グレゴリオ暦1597年7月26日） - 小早川隆景、武将・毛利元就の三男（* 1533年）
- 宝暦11年（グレゴリオ暦1761年7月13日） - 徳川家重、江戸幕府9代将軍（* 1711年）